# Diálogo social comunitario

## Diálogo social comunitario

### Diálogo social comunitario y sus componentes
El objetivo del diálogo social comunitario es de reforzar y facilitar el diálogo entre los interlocutores sociales en el campo del desarrollo y aplicación de las políticas comunitarias sobre todo en lo que concierne el empleo la movilidad y la ampliación, y versa sobre diversos ámbitos que presentan un interés común para los interlocutores sociales.
El diálogo social comunitario es la colaboración entre las partes sociales (comités de trabajadores y comités de empleadores) con los órganos de la Unión Europea. De hecho en el Acto Único Europeo se requería a la Comisión de desarrollar un Diálogo Social; en el Art. 118 B de dicho acto se establece que la Comisión tiene que empeñarse a desarrollar el diálogo entre las partes sociales con la posibilidad de crear conexiones tras contratos si fuera requerido por las partes.
Las partes sociales están promovidas por los comités de diálogo social sectorial. Estas organizaciones de interlocutores sociales juntos a la Comisión Europea participan en el Diálogo Social Comunitario.
Estas organizaciones europeas deben responder a unas características para ser reconocidas a nivel comunitario:
•	pertenecer a categorías o sectores específicos y tener una organización reconocida a nivel europeo;
•	tienen que ser reconocidas por los Estados miembros como parte de la estructura de los interlocutores sociales, deben tener capacidad para negociar acuerdos y ser, lo más representativas posible en todos los Estados miembros;
•	disponer de las estructuras adecuadas para poder participar eficazmente en el proceso de consulta.

### La historia
El Diálogo Social Comunitario, empezó a tomar forma al final de género de 1985, entonces Jacques Delors era Presidente en aquella temporada de la Comisión Europea. Él empezó a reunir a los representantes de CES, UNICE y CEEP en el castillo de Val Duchesse en Bruselas.
Entre 1985 y 1992 los interlocutores sociales se reunieron a menudo para tomar opiniones comunes sobre la Comunidad, la formación e instrucción de los trabajadores, el paso de la escuela a la vida laboral, la creación de un espacio europeo que permita movilidad profesional etc.)

El 31 de octubre del 1991 se firmó un acuerdo entre los interlocutores sociales que se integró en el protocolo sobre la política social, anejo del tratado de Maastricht; este mismo acuerdo se integró también en el tratado de Ámsterdam. Gracias a este nuevo acuerdo se podían dotar de efectos jurídicos a los convenios firmados por los interlocutores sociales, gracias a una decisión del Consejo.
La medida comunitaria para conseguir el diálogo social es la comunicación de la Comisión de 20 de mayo de 1998: “adaptar y fomentar el dialogó social a escala comunitaria”.
Después de la reunión europea de Laeken (diciembre de 2001) los interlocutores sociales se inspiraron a sus principios de « abertura » y de colaboración entre los actores de la sociedad y pidieron más autonomía y responsabilidades en asuntos económicos y sociales.
El año después estos principios se consolidaron con la inauguración del primer trabajo plurianual (2003-2005) conjunto entre los interlocutores sociales.
En este sentido fue un paso adelante muy importante el acuerdo sobre el tele laboro en las empresas suscrito en 2002 por ETUC (unión europea de los sindicados), UNICE (unión europea de las empresas y de los emprendedores), CES (unión europea del artesanado y pequeñas y medianas empresas) y CEEP (centro europeo de las empresas y de la participación publica).

### Interacción entre los interlocutores sociales y los órganos comunitarios
En 1991, como ya está indicado en el párrafo anterior, se creó un equipo ad hoc para averiguar como se podía desarrollar el Diálogo Social, este equipo estaba formado por representantes de todas las organizaciones relacionadas con CES, UNICE y CEEP; se trabajó durante 9 meses y el 31 de octubre de 1991 se redactó un texto que se incorporó al el tratado de Ámsterdam (Art. 139 y siguientes), aquí pusieron las bases de un sistema de contratación grupal a nivel europeo. Según estos artículos los interlocutores sociales serán consultados por la Comisión antes de que presente al Consejo una propuesta sobre políticas sociales.
De hecho si los interlocutores sociales llegan a un acuerdo sobre un tema que se le presente, la Comisión cogerá su texto y lo propondrá al Consejo como directiva.
Ya se experimentó esta práctica con buen éxito en los siguientes casos:
- permisos parentales y por razones familiares,
- trabajo a tiempo parcial,
- trabajo con contrato de duración determinada,
- régimen de los trabajadores cedidos por empresas de trabajo temporal.

Otro caso es lo del teletrabajo, que no se trasformó en directiva sino que es un acuerdo voluntario que se aplicará a nivel nacional.

Existe además una cumbre llamada “cumbre social tripartita para el crecimiento y el empleo” creada mediante la Decisión 2003/174/CE del Consejo que se reúne porlomeno una vez al año antes el consejo europeo de primavera, y tiene como objetivo lo de asegurar la reunión y el diálogo de las tres partes (Consejo, Comisión e interlocutores sociales). Actualmente, la concertación tripartita se desarrolla en cuatro ámbitos: el diálogo macroeconómico, el empleo, la protección social y la educación y la formación.
- Datos: Q5811876